# Xã Victory, Quận Venango, Pennsylvania
Xã Victory (tiếng Anh: Victory Township) là một xã thuộc quận Venango, tiểu bang Pennsylvania, Hoa Kỳ. Năm 2010, dân số của xã này là 410 người.